# Garth Nix
Œuvres principales
- Série L'Ancien Royaume
- Série Les Sept Clefs du pouvoir

Garth Nix, né le 19 juillet 1963 à Melbourne, est un écrivain de fantasy australien de langue anglaise. Il vit à Sydney.

## Œuvres

### SérieX-Files: Aux frontières du réel
1. Les Calusari, J'ai lu, 1997 ((en) The Calusari, 1997)

### SérieL'Ancien Royaume
1. Sabriël, 2003 ((en) Sabriel, 1995)  (ISBN 2-290-32936-3)La jeune Sabriël quitte précipitamment la pension où elle termine ses études pour se lancer à la recherche de son père, le nécromancien Abhorsën, qu'un démon a piégé dans l'au-delà.
2. Liraël, 2004 ((en) Lirael, 2001)  (ISBN 2-290-32937-1)Liraël, la descendante d'une famille de voyants, doit entreprendre un périlleux voyage avec Sameth, le fils de Sabriël et du roi Gwynplaïn.
3. Abhorsën, 2004 ((en) Abhorsen, 2003)  (ISBN 2-290-32936-3)Pendant que Sabriël et le roi Gwynplaïn sont visés par un attentat à l'étranger, leurs héritiers, Liraël et Sameth, se retrouvent encerclés par une horde de morts-vivants.
4. (en) Clariel, 2014
5. (en) Goldenhand, 2016
6. (en) Terciel & Elinor, 2021

### SérieThe Seventh Tower
1. (en) The Fall, 2000
2. (en) Castle, 2000
3. (en) Aenir, 2001
4. (en) Above the Veil, 2001
5. (en) Into Battle, 2001
6. (en) The Violet Keystone, 2001

### SérieLes Sept Clefs du pouvoir
1. Lundi mystérieux, Gallimard Jeunesse, 2006 ((en) Mister Monday, 2003)  (ISBN 978-2-07-051508-0)
2. Sombre Mardi, Gallimard Jeunesse, 2007 ((en) Grim Tuesday, 2004)  (ISBN 978-2-07-051599-8)
3. Mercredi sous les flots, Gallimard Jeunesse, 2007 ((en) Drowned Wednesday, 2005)  (ISBN 978-2-07-061149-2)
4. Jeudi meurtrier, Gallimard Jeunesse, 2008 ((en) Sir Thursday, 2006)  (ISBN 978-2-07-061451-6)
5. Vendredi maléfique, Gallimard Jeunesse, 2008 ((en) Lady Friday, 2007)  (ISBN 978-2-07-061984-9)
6. Samedi suprême, Gallimard Jeunesse, 2009 ((en) Superior Saturday, 2009)  (ISBN 978-2-07-062120-0)
7. Dimanche fatal, Gallimard Jeunesse, 2010 ((en) Lord Sunday, 2010)  (ISBN 978-2-07-062121-7)

### SérieTroubletwisters
Cette série est écrite en collaboration avec Sean Williams.
1. (en) Troubletwisters, 2011
2. (en) The Monster, 2012
3. (en) The Mystery, 2013
4. (en) The Missing, 2014

### SérieHave Sword, Will Travel
Cette série est écrite en collaboration avec Sean Williams.
1. (en) Have Sword, Will Travel, 2017
2. (en) Let Sleeping Dragons Lie, 2018

### SérieLes Libraires gauchers de Londres
1. Les Libraires gauchers de Londres, Leha, 2022 ((en) The Left-Handed Booksellers of London, 2020)  (ISBN 978-2-493-40512-8)
2. (en) The Sinister Booksellers of Bath, 2023

### SérieAnimal Tatoo
Chaque volume de cette série est écrit par un écrivain différent. Les auteurs des autres volumes sont : Brandon Mull (tome 1), Maggie Stiefvater (tome 2), Shannon Hale (tome 4), Tui Sutherland (tome 5), Eliot Schrefer (tome 6) et Marie Lu (tome 7).
1. Prisonniers, Bayard, 2015 ((en) Blood Ties, 2014)

### Romans indépendants
- (en) The Ragwitch, 1990
- (en) Shade's Children, 1997
- (en) Newt's Emerald, 2015Édition numérique parue dès 2013
- (en) Frogkisser!, 2017Prix Mythopoeic 2018
- Angel Mage, Leha, 2023 ((en) Angel Mage, 2019), trad. Annaïg Houesnard, 352 p.  (ISBN 978-2-493-40558-6)

### Recueils de nouvelles
- (en) Across the Wall: A Tale of the Abhorsen and Other Stories, 2005
- (en) One Beastly Beast, Two Aliens, Three Inventors, Four Fantastic Tales, 2007
- (en) To Hold the Bridge, 2015
- (en) Sir Hereward and Mister Fitz, 2023

### Nouvelles
- Une cargaison d'ivoires, Pygmalion, 2018 (A Cargo of Ivories, 2014), fantasy, trad. Benjamin Kuntzer  (ISBN 978-2-7564-2385-2)Publié dans l'anthologie Vauriens, contenant 21 nouvelles, présentée par George R. R. Martin et Gardner Dozois